# Gábor Andreánszky
Gábor (Gabriel) Andreánszky (Alsópetény, 1 de agosto de 1895-Budapest, 20 de noviembre de 1967) fue un explorador, botánico, y paleobotánico húngaro.
Era hijo del político Gabor Andreánszky, miembro del Parlamento. En 1929 fue nombrado profesor del Departamento de botánica, y en 1942 profesor ordinario. Ese mismo año, fue nombrado en el Museo Nacional Húngaro (actualmente Museo de Historia Natural de Hungría) como director botánico. Cargo desempeñado hasta 1945, cuando la Universidad de Budapest lo convirtió en jefe del Departamento de botánica, hasta 1952. Luego, por razones políticas (y, probablemente, por su origen noble) fue prohibido.
Realizó varias expediciones a la península de los Balcanes, Córcega, Marruecos, Túnez, Mauritania. Hizo Paleobotánica pionera del Terciario, y flora del Mioceno.

## Algunas publicaciones
- Plantae ia Africa Boreali lectae II–III. Pécs: Dunántúl. 1937–1941
- Az éghajlat megváltozásának hatása a növényzetre. Budapest: Stephaneum. 1939
- Adatok Tunisz és Kelet-Algéria növényföldrajzához. Budapest: Bethlen Gábor. 1939
- Száras növények. Budapest: Egyetemi ny. 1941
- A növények elterjedése. Budapest: Egyetemi ny. 1941
- A Földközi-tengervidék növényzetének biológiai spektrumáról. Budapest: Szent István Akadémia. 1941.
- Ősnövénytan. Budapest: Akadémiai. 1954
- Die Flora der sarmatischen Stufe in Ungarn: Die paläoökologischen und zönologischen Beziehungen ihrer Entwicklungsgeschichte. Budapest: Akadémiai. 1959
- Contributions à la connaissance de la flore de l’oligocène inférieur de la Hongrie et un essai sur la reconstitution de la végétation contemporaine. Budapest: Akadémiai. 1959
- On the Upper Oligocene of Hungary: Analysis of the site at the Wind Brickyard, Eger. Budapest: Akadémiai. 1966

## Reconocimientos
- De 1945 a 1949: miembro de la Academia Húngara de Ciencias. Fue reivindicado recién en 1989, después de su muerte

## Eponimia
- (Asteraceae) Cirsium × andreanszkyanum Kárpáti[2]
- (Asteraceae) Hieracium andreanszkyanum F.Kováts[3]
- (Poaceae) Koeleria andreanszkyi Ujhelyi[4]
- (Rosaceae) Sorbus andreanszkyana Kárpáti[5]